# Bukový důl (Svojkov)

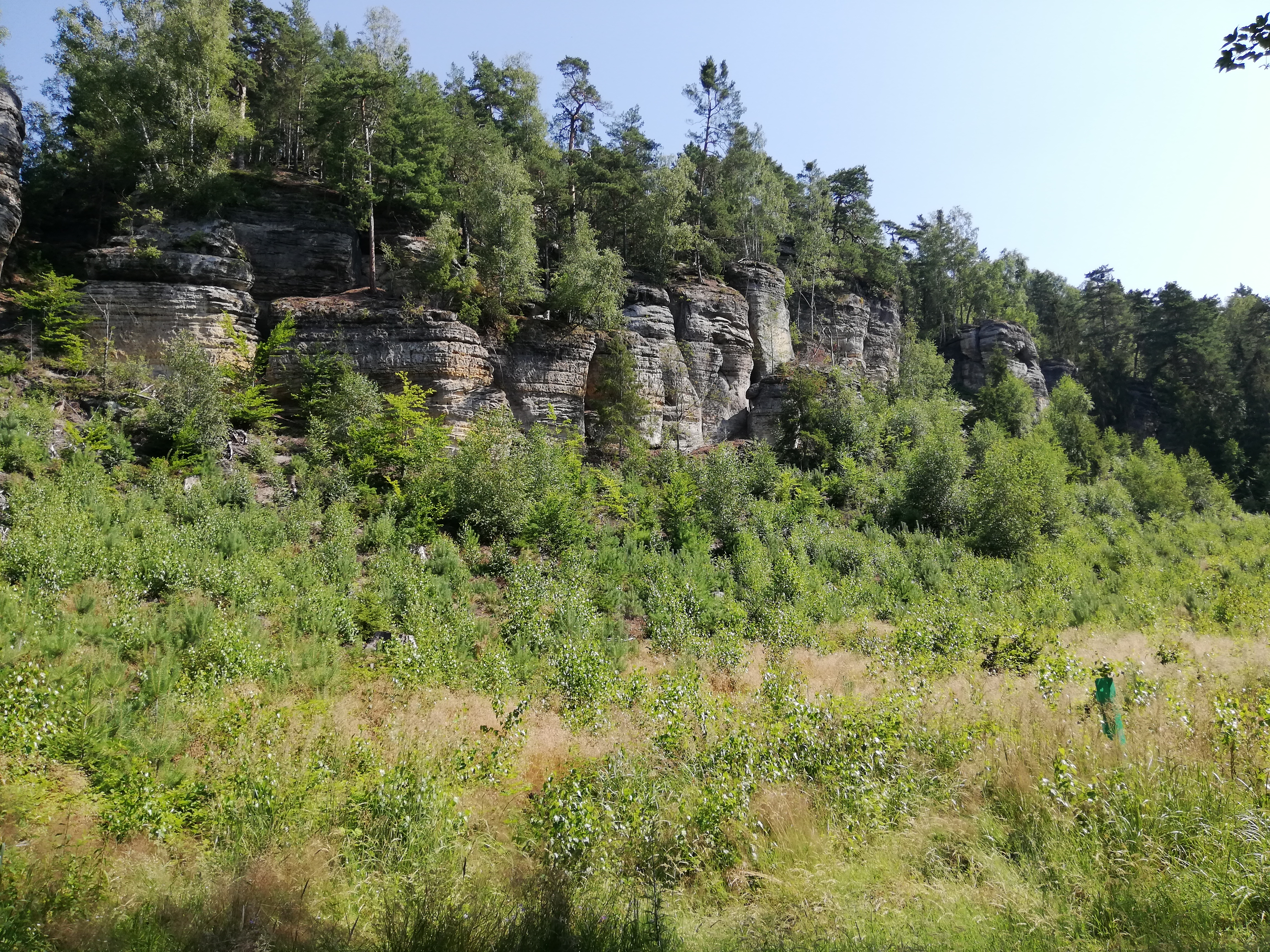
Po vykácení lesa odhalená východní část skalní stěny mezi Bukovým dolem a Svojkovem (léto 2020)

Bukový důl (někdy označován též jako Bukové údolí) se nachází v okrese Česká Lípa v Libereckém kraji. Jedná se asi o 300 metrů dlouhou skalnatou strž nacházející se na západním svahu čedičového vrchu Slavíček (538 m n. m.) (nedaleko Sloupu) přibližně v nadmořské výšce od 425 do 350 m n. m.

## Poloha
Bukovým údolím vede žlutá turistická značka (součást Svojkovského okruhu) v úseku od rozcestí nad Bukovým údolím (kde se odpojuje od červeně značené dálkové turistické trasy E10 v úseku Rozhledna Na stráži – Slavíček) až k turistickému ukazateli Bukové údolí, jenž se nachází jen asi 30 metrů severně od silnice ze Sloupu do Svojkova v jejím posledním úseku cca 0,5 km před Svojkovem.  

## Popis

Gymnastický turnerský kříž

Gymnastický turnerský kříž

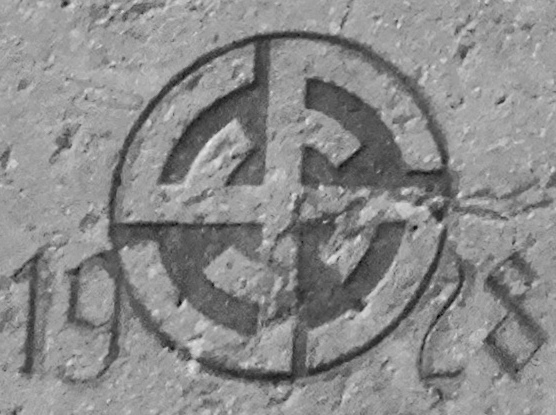
Kruhovitě stočená písmena F do tvaru dvojitého hákového kříže

Skalní kotel tvořený v dolní části rokle je po obou stranách ohraničen poměrně vysokými skalními stěnami. (Některé z nich jsou využívány horolezci.) Při pohledu severním směrem (od stanoviště v dolní části rokle) je v hlavní dolině Bukového údolí po pravé straně zřetelná mohutná Pinkasova věž. Naproti této věži (přibližně uprostřed údolí) se nalézá menší Buková věž, před níž kdysi rostl mohutný buk, podle něhož dostalo celé údolí své jméno. Nad Bukovou věží (o něco výše a opět napravo) se nachází poněkud vyšší Vyhlídková věž. Bukové údolí se přibližně v místech Bukové věže rozvětvuje. Jedna jeho větev stupňovitě stoupá mezi skalami do vzdálenosti asi 150 metrů od Bukové věže směrem pod kopec Slavíček, druhá (sevřenější) větev vedoucí opačným směrem končí slepě asi po 100 metrech. Na jedné z pískovcových skal skalnatého hřbetu v Bukovém údolí je vytesán kruhový znak německého turnerského svazu (DTV), což byla mezi první a druhou světovou válkou významná německá tělocvičná organizace v Československu. Znak se skládá ze čtveřice písmen „F“ (počáteční písmena německých slov: Frisch, Fromm, Froh, Frei = česky: čilý, zbožný, radostný, svobodný).
Od dolního (jižního) ústí Bukového dolu (zhruba od turistického ukazatele Bukové údolí) až po jeskyni Starých časů se lesem k obci Svojkov (podél žluté turistické trasy vedoucí souběžně se silnicí) táhne výrazná asi 150 metrů dlouhá členitá pískovcová skalní stěna. Ta je na svém východním konci (blíže ke Svojkovu) zakončena skalními okny Kolonáda. V blízkosti se rovněž nachází i dvojité skalní okno s klenutými oblouky (větší z nich je asi 2 metry vysoký) nazývané Hulánská brána (Ulanen Tor), které vzniklo zvětráváním pískovcové skály.

## Dostupnost
Nejbližším výchozím místem je obec Svojkov, která dala název i přibližně 4 km dlouhému pěšímu turistickému Svojkovskému okruhu, který vede pískovcovými skalami a kromě Bukového dolu se na cestě okruhem nachází mnoho skalních útvarů, skalních věží (např. Vyhlídková věž, Buková věž) ale i skalních oken (např. skalní okna Kolonáda). Okruh začíná v obci Svojkov, pokračuje přes odbočku (300 m dlouhou) k vyhlídce Dědovy kameny kolem jeskyně Poustevna, přes vyhlídku Tisový vrch a dále pak vede lesním hřebenem (přes sedlo pod Slavíčkem) až k vrcholu čedičové skály Slavíček (538 m n. m.), aby cesta posléze minula chráněný strom douglasku tisolistou, sestoupila konečně do Bukového dolu a vrátila se (kolem odbočky k jeskyni Staré časy) zpět do Svojkova.
Bukový důl je dostupný z obce Svojkov i opačným směrem pěšího postupu okruhem a v tomto případě je od svojkovského pomníku padlých v 1. světové válce v obci vzdálen 500 až 800 metrů chůze po žlutě značené turistické trase Svojkovským okruhem.